# Schneider Ridge
Schneider Ridge ist ein gebirgskammähnlicher und 2016 m hoher Nunatak im ostantarktischen Mac-Robertson-Land. Er gehört zu den Goodspeed-Nunatakkern im südlichen Teil der Prince Charles Mountains und ragt rund 15 km östlich des Skinner-Nunataks auf.
Wissenschaftler, die im Rahmen einer Kampagne der Australian National Antarctic Research Expeditions in diesem Gebiet seismische Untersuchungen vornahmen, entdeckten ihn 1957. Luftaufnahmen entstanden 1958 und 1960. Das Antarctic Names Committee of Australia benannte ihn nach dem Hubschrauberingenieur E. Schneider, der an der Vermessung der Prince Charles Mountains im Jahr 1972 teilgenommen hatte.